# Glacis United FC
Glacis United ist ein Amateur-Fußballverein aus Gibraltar. Sie spielen in der Gibraltar Eurobet Division, der höchsten Spielklasse Gibraltars.

## Geschichte
Der Klub wurde zwischen 1966 und 2000 insgesamt 17-mal gibraltarischer Fußballmeister und fünfmal gibraltarischer Pokalsieger. 

## Erfolge
- Meisterschaften (17): 1966, 1967, 1968, 1969, 1970, 1971, 1972, 1973, 1974, 1976, 1981, 1982, 1983, 1985, 1989, 1997, 2000
- Pokalerfolge (5): 1975, 1981, 1982, 1996, 1998
- Supercup-Siege (2): 2000, 2005

## Statistik
| Saisons   | Div. | Līga             | Platz | web    |
| --------- | ---- | ---------------- | ----- | ------ |
| 2013–2014 | 1.   | Premier Division | 5.    | [ 1 ]  |
| 2014–2015 | 1.   | Premier Division | 6.    | [ 2 ]  |
| 2015–2016 | 1.   | Premier Division | 7.    | [ 3 ]  |
| 2016–2017 | 1.   | Premier Division | 4.    | [ 4 ]  |
| 2017–2018 | 1.   | Premier Division | 7.    | [ 5 ]  |
| 2018–2019 | 1.   | Premier Division | 8.    | [ 6 ]  |
|           |      |                  |       |        |
| 2019–2020 | 1.   | National League  | X.    | [ 7 ]  |
| 2020–2021 | 1.   | National League  | 8.    | [ 8 ]  |
| 2021–2022 | 1.   | National League  | 5.    | [ 9 ]  |
| 2022–2023 | 1.   | National League  | 6.    | [ 10 ] |
| 2023–2024 | 1.   | National League  | 9.    | [ 11 ] |